# باولا أموريم
باولا أموريم (بالبرتغالية: Paula Amorim‏) هي سيدة أعمال برتغالية، ولدت في 20 يناير 1971 في بورتو في البرتغال.